# Škoda 1Tr
Škoda 1Tr (původně Škoda 656 P) byl první trolejbus vyrobený ve Škodových závodech. Zároveň se také jednalo o jeden ze tří trolejbusů, které byly určeny pro zahájení trolejbusové dopravy v Praze.

## Konstrukce
Podvozek trolejbusu 1Tr mechanicky vycházel z nákladního automobilu Škoda 553, byl pouze upraven pro dosazení trakčního motoru a elektrické výzbroje. Karoserii pro takto pozměněný podvozek byla vyrobena ve Škodových závodech v Mladé Boleslavi, elektrickou výzbroj dodaly tytéž závody z Plzně. Skříň byla dřevěná, zpevněná kovovými výztuhami a zvnějšku oplechovaná. Na střeše umístěné sběrače musely být na troleje nasazovány pomocí tyče, neboť trolejbus neměl stahováky.
Jednalo se o třínápravový trolejbus (hnací byla třetí náprava). Byl vybaven třemi brzdami – elektrickou rekuperační, pneumatickou provozní a parkovací ruční. Byl určen pro levostranný provoz, proto byly v levé bočnici umístěny dvoje dvoudílné skládací dveře. Řidič trolejbusu měl pro vstup na svoje stanoviště k dispozici ještě malá dvířka v pravé bočnici. Po vzniku Protektorátu byl vůz přestavěn na pravostranný provoz.

## Prototyp
Prototyp (a také jediný vyrobený vůz tohoto typu) byl vyroben v roce 1936. Spolu s prototypy trolejbusů Praga TOT a Tatra T 86 byl určen pro první československý „moderní“ trolejbusový provoz v Praze. Vůz 1Tr obdržel evidenční číslo 301 a vcelku spolehlivě jezdil až do roku 1955, kdy byl odstaven. O rok později byl vyřazen ze stavu pražských trolejbusů a byl předán Národnímu technickému muzeu, které však tento unikátní vůz v roce 1961 sešrotovalo.

## Provoz
V roce 1936 byl vyroben jediný vůz.
| Současný stát | Město | Článek | Typ | Roky dodávek | Počet vozů | Evidenční čísla při dodání | Poznámky | Zdroj |
| ------------- | ----- | ------ | --- | ------------ | ---------- | -------------------------- | -------- | ----- |
| Česko         | Praha | článek | 1Tr | 1936         | 1 kus      | 301                        |          |       |